# ياكوب فان كامبن
ياكوب فان كامبن (2 فبراير، 1596 – 13 سبتمبر، 1657)، كان فناناً ومعمارياً هولندياً من العصر الذهبي الهولندي.

## روابط خارجية
- ياكوب فان كامبن على موقع الموسوعة البريطانية (الإنجليزية)